# ملاتزو
ملاتزو (به ایتالیایی: Melazzo) یک کومونه در ایتالیا است که در استان آلساندریا واقع شده‌است.

## خصوصیات
ملاتزو ۱۹٫۷ کیلومترمربع مساحت و ۱٬۲۴۱ نفر جمعیت دارد و ۲۵۴ متر بالاتر از سطح دریا واقع شده‌است.